# تپه گورستان باشگل
تپه قبرستان باشگل مربوط به دوران‌های تاریخی پس از اسلام است و در شهرستان تاکستان، روستای باشگل واقع شده و این اثر در تاریخ ۲۵ اسفند ۱۳۷۹ با شمارهٔ ثبت ۳۱۴۵ به‌عنوان یکی از آثار ملی ایران به ثبت رسیده است.